# 닭이 울어야 새벽이
《닭이 울어야 새벽이》는 SBS TV에서 방영되었던 SBS 특집드라마이다.

## 출연진
- 김용림
- 이미숙
- 정한용